# Провинции Каталонии

Административное деление Каталонии.

Провинции Каталонии (кат. Províncies de Catalunya) — четыре провинции, входящие в состав автономного сообщества Каталония, Королевства Испания. Это Барселона (кат. Província de Barcelona), Таррагона (кат. Província de Tarragona), Льейда (кат. Província de Lleida, исп. Provincia de Lérida) и Жирона (кат. Província de Girona, исп. Provincia de Gerona).

## История
Кадисские кортесы первоначально приняли решение о создании провинции Каталония. Но в 1813 году было принято новое решение — разделить эту провинцию на три: две приморские (со столицами в Барселоне и Таррагоне) и одну внутреннюю (со столицей в Сео-де-Уржель).
С возвращением на испанский престол Фердинанда VII в 1814 году, административное устройство было возвращено к тому которое существовало при старом режиме. Во время восстания Рафаэля Риего в 1822 году были созданы четыре провинции: Каталония (со столицей в Барселоне), Таррагона, Льейда и Жирона. Это разделение было упразднено в 1823 году с возвращением к власти короля.
Наконец при регентстве Марии Кристины согласно декрету от 30 ноября 1833 года в рамках реформ Хавьера де Бургоса были установлены четыре существующие ныне провинции.